# George Young
Sir George Samuel Knatchbull Young, 6:e baronet, född 16 juli 1941 i Oxford, är en brittisk politiker (Konservativa partiet). Han representerar valkretsen Hampshire North West i parlamentets underhus. Han har suttit i parlamentet sedan valet 1974. Vid valet 1997 ändrades gränserna mellan valkretsarna; innan dess representerade han Ealing Acton. 
Han var transportminister mellan 1995 och 1997 och ingick i William Hagues skuggministär tills 2000. Från maj 2010 till september 2012 var han medlem i Regeringen Cameron som lordsigillbevarare och ledare för underhuset. Den 19 oktober 2012 återinträdde Sir George i regeringen som Chief Whip i underhuset efter att Andrew Mitchell avgått från den posten. Den 15 juli 2014 efterträdde Michael Gove Young på denna post.